# Unidades tradicionales de Estados Unidos

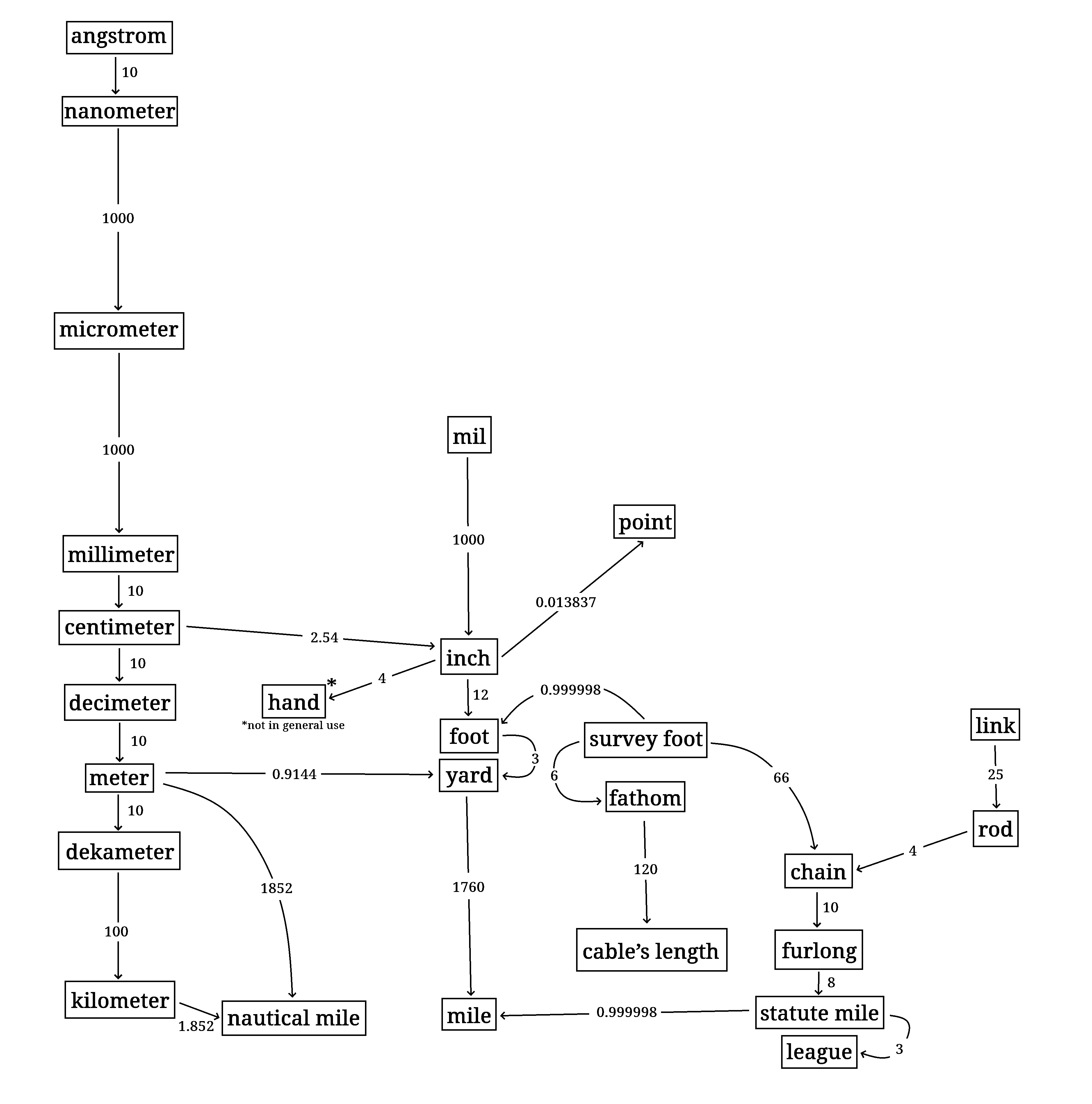
Cuadro representativo de la unidades de medida estadounidenses, de acuerdo al Apéndice C del manual de NIST (Instituto Nacional de Estándares y Tecnología) antes de la redefinición del "survey foot" de 2023.

El sistema de  Unidades de medida de los Estados Unidos es un conjunto consistente de unidades de medida no métricas que se utilizan de forma habitual solo en los Estados Unidos. La mayor parte de estas unidades son prácticamente idénticas a las respectivas unidades homónimas del sistema anglosajón de unidades sistema anglosajón o imperial. Sin embargo, dado que el sistema empleado en los Estados Unidos se desarrolló a partir del sistema de unidades del Imperio británico antes de la estandarización de 1824, hay algunas diferencias en ciertas unidades.

## Unidades de longitud[1]
| Unidad                                           | División              | Equivalencia en el SI |
| Internacionales                                  | Internacionales       | Internacionales       |
| ------------------------------------------------ | --------------------- | --------------------- |
| 1 punto tipográfico (p)                          |                       | 352,777778 micras     |
| 1 pica (P)                                       | 12 p                  | 4,233333 mm           |
| 1 pulgada (in)                                   | 6 P                   | 2,54 cm               |
| 1 pie (ft)                                       | 12 in                 | 0,3048 m              |
| 1 yarda (yd)                                     | 3 ft                  | 0,9144 m              |
| 1 milla (mi)                                     | 5.280 ft o 1.760 yd   | 1,609344 km           |
| US Survey                                        |                       |                       |
| 1 link (le)                                      | 33⁄50ft o 7,92 in     | 0,2012 m              |
| 1 pie ( survey ) foot (ft)                       | 1200⁄3937m            | 0,30480061 m          |
| 1 rod (rd)                                       | 25 le o 16,5 ft       | 5,02921 m             |
| 1 chain (ch)                                     | 4 rd                  | 20,11684 m            |
| 1 Furlong(fuero)                                 | 10 ch                 | 201,1684 m            |
| 1 milla ( survey ) (mi)                          | 8 fur                 | 1,609347 km           |
| 1 legua (lea)                                    | 3 my                  | 4,828042 km           |
| Náuticas internacionales                         |                       |                       |
| 1 fathom (FTM)                                   | 2 yd                  | 1,8288 m              |
| 1 cable (cb)                                     | 120 FTM o 1,091 fuero | 219,456 m             |
| 1 milla náutica (NM o nmi)                       | 8439 cb o 1,151 my    | 1,852 km              |
| Las magnitudes en negrita son relaciones exactas |                       |                       |

El sistema de medición de longitud en el sistema de unidades de Estados Unidos se basa en la pulgada, el pie, la yarda y la milla , que son las unidades que se utilizan de forma más general y cotidiana. Desde el 1 de julio de 1959, estas unidades están definidas a partir de la equivalencia 1 yarda = 0,9144 m, pero hay discrepancias en algunos ámbitos relacionados con la cartografía. De ahí, por ejemplo, que exista tanto el llamado pie internacional (international foot) como el pie  survey  (survey foot).
También la legislación particular de los diferentes estados de los Estados Unidos es relevante a la hora de definir el factor de conversión exacto, aunque las diferencias sólo son apreciables en distancias grandes.

## Unidades de área
Aunque la unidad de área que más se usa en los Estados Unidos es el acre, el sistema de unidades está definido en base al pie cuadrado  survey  (no con el  international ).
| Unidades                                         | División                          | Equivalencia en el SI |
| ------------------------------------------------ | --------------------------------- | --------------------- |
| 1 pie cuadrado survey (sq ft o ft 2 )            | 144 pulgadas cuadradas            | 0,09290341 m2         |
| 1 chain cuadrado (sq ch oro ch 2 )               | 4.356sq ft (survey) o 16 sq rods  | 404,6873 m2           |
| 1 acre                                           | 43.560sq ft (survey) o 10 sq ch   | 4046,873 m2           |
| 1 sección                                        | 640 acres o 1 sq mile (survey)    | 2,589998 km2          |
| 1 survey township (TWP)                          | 36 secciones o 4 leguas cuadradas | 93,23993 km2          |
| Las magnitudes en negrita son relaciones exactas |                                   |                       |